# Dmitrij Tsvetkov
Dimitri Tsvetkov, född 10 september 1983. Rysk orienterare som tävlar för svenska OK Tisaren. Ingick i det ryska silverlaget i stafetten vid världsmästerskapen 2008 och guldlaget 2010 samt 2013. Har även två JVM-guld och två EM-guld på meritlistan.